# كاترينا ستوبيا
كاترينا ستوبيا (بالسويدية: Catharina Möller)‏ (توفيت بعد 2 أبريل 1657) ، كانت أول دبلوماسية في السويد ، وسفيرة السويد الأولى في روسيا خلال فترة ولايتها في المكتب 1632-1634. 
تزوجت كاثرينا في عام 1620 يوهان مولر، الذي كان اسمه ليلينهاجن، وعمل كسفير للسويد في روسيا عام 1630. ستوبيا (كما كان شائعا في السويد في ذلك الوقت، لم تكن لتستخدم اسم زوجها) ، رافقته إلى مكتبه في موسكو .
عندما توفي يوهان مولر في عام 1632 ، تم تعيين كاثرينا رسميا من قبل المجلس السويدي لمواصلة عمل زوجها المتأخر وملء منصب مكتبه كسفيره.  خلال فترة ولايتها، أكملت بنجاح التفاوض بشأن العلاقات التجارية بين السويد وروسيا.  ومع ذلك، واجهت لاحقاً صعوبات خطيرة، وتعرضت ممتلكاتها للهجوم والحرق. في 1634 ، أجبرت على الفرار إلى السويد.
كاتارينا تزوجت لاحقا من العقيد الملازم كريستوفر ياغو عام 1637. أخر ذكر لها ظهر بتاريخ 2 أبريل 1657.